# 濵﨑真也
- 浜崎真也
- 濱崎真也
- 濱﨑真也

濵﨑 真也（はまさき しんや、1984年（昭和59年）7月26日 - ）は、日本の政治家。国土交通省不動産市場企画調整官、PwCコンサルティング戦略部門マネージャーなどを経て、2024年に国立市長選挙で当選した。

## 来歴
千葉県千葉市で3人兄妹の長男として生まれる。両親は奄美大島出身。母子家庭に育ち、千葉県立千葉高等学校卒業を経て、2008年一橋大学法学部卒業。在学中は租税法の水野忠恒ゼミで学び、国家公務員試験 (Ⅰ種法律職）に合格した。同年国土交通省に入省。
国土交通省関東運輸局自動車交通部旅客第一課長、第五次羽村市コミュニティバスはむらん運営推進懇談会委員、横浜市地域公共交通会議委員、都心と臨海副都心とを結ぶBRT運行事業者審査委員会オブザーバーなどを経て、2016年（平成28年）4月1日国土交通省道路局路政課企画専門官。2017年（平成29年）1月鎌倉市交通計画検討委員会特別委員会委員。
内閣官房内閣人事局出向を経て、2020年（令和2年）6月8日国土交通省土地・建設産業局不動産市場整備課不動産市場企画調整官。2021年（令和3年）7月4日奈良県県土マネジメント部まちづくりプロジェクト推進課長。2022年（令和4年）PwCコンサルティング戦略部門マネージャー、国立市まち・ひと・しごと創生懇話会委員。
2024年（令和6年）12月15日の国立市長選挙で、自民党・日本維新の会・公明党・都民ファーストの会の推薦を受けて立候補した現職の永見理夫を、582票差で破り初当選した。
※当日有権者数：63,411人 最終投票率：42.21%（前回比：5.03pts）
| 候補者名 | 年齢 | 所属党派 | 新旧別 | 得票数   | 得票率 | 推薦・支持                                                               |
| -------- | ---- | -------- | ------ | -------- | ------ | ------------------------------------------------------------------------ |
| 濵﨑真也 | 40   | 無所属   | 新     | 13,559票 | 51.1%  | （自主支援）立憲民主党、日本共産党、社会民主党、国立・生活者ネットワーク |
| 永見理夫 | 75   | 無所属   | 現     | 12,977票 | 48.9%  | （推薦）自由民主党、日本維新の会、公明党、都民ファーストの会、連合東京   |

## 著作
- 「消費者庁の発足後10年の変遷と課題 : 主に体制面からの考察」季刊行政管理研究 (168):2019.12 p.59-70